# Trochalus soyerae
Trochalus soyerae är en skalbaggsart som beskrevs av Louis Burgeon 1944. Trochalus soyerae ingår i släktet Trochalus och familjen Melolonthidae. Inga underarter finns listade i Catalogue of Life.